# 王志堅
王志堅（1576年—1633年），初字弱生，改字淑士，號聞脩，直隸蘇州府太倉州民籍崑山縣人，明朝官員、詩人。

## 生平
癸卯應天府鄉試第四十一名舉人，萬曆三十八年（1610年）庚戌科會試一百七十三名，第二甲第五十七名進士。刑部觀政，授南京兵部車駕司主事，陞員外郎、郎中，萬曆四十四年（1616年）陞貴州提學僉事，不赴，養病歸。天啟二年（1622年），起督浙江驛傳道，奔母喪歸。崇禎四年（1631年），復以僉事督湖廣學政，崇祯六年卒于官，年五十八。

## 著作
工詩。暇日，邀同舍郎為讀史社，撰《讀史商語》。

## 佚事
《萬曆野獲編》載王志堅為諸生時，江南織造太監孫隆在杭州大修古跡，有人在湖心亭墻上題詩讚美：「東瀛（孫隆表字）本是古東坡，興復吾杭勝事多。」王志堅在句後續寫兩句譏諷道：「何來諂子盡情嗬，其奈東瀛沒脬何！」

## 家族
曾祖王三錫，己丑進士、河南光州知州、進階朝列大夫。本生祖父王重鼎，按察司知事、累赠刑部员外郎。祖父王貴惪，按察司经历、累赠刑部员外郎。父王臨亨，己丑進士、杭州知府。母張氏。慈侍下。生三子：王志長、王志慶，皆舉于鄉。
從兄志夔（庠生）。從弟志伊；志宏（庠生）；志密（庠生）；志審（庠生）；志龍；志望。
弟王志長，字平仲，舉於鄉，亦深於經學。
妻朱氏，封安人，子王偲；王偕；王傚；王衎。

## 延伸阅读
- 钱谦益《王淑士墓誌銘》

[在维基数据编辑]
 在维基文库阅读此作者作品
 《明史卷二百八十八》，出自《明史》